# The Good Lie
Pour plus de détails, voir Fiche technique et Distribution.
The Good Lie est un film américain dramatique sorti en 2014, écrit par Margaret Nagle et réalisé par Philippe Falardeau. Ce film a été tourné à Atlanta, Géorgie et en Afrique du Sud. Il a reçu plusieurs récompenses et nominations, au Festival du cinéma américain de Deauville 2014, au Festival international du film de Toronto 2014 ainsi qu'au Greenwich International Film Festival le 22 octobre 2014, au profit du Fonds américain pour l'UNICEF.

## Synopsis
Ils étaient connus simplement comme « The Lost Boys » ou « les Enfants perdus », orphelins à cause de la brutale guerre civile vécue au Soudan. Celle-ci avait commencé en 1983. Un petit groupe de jeunes enfants parcourent, à l'époque, plus d'un millier de kilomètres à pied pour chercher la sécurité au Kenya. Ce seront ainsi plus de 20 000 orphelins contraints à rejoindre des camps de réfugiés parrainés par les Nations unies et pour un petit nombre obtenir l'exil. Treize ans plus tard, un groupe humanitaire offrira, par tirage au sort, une seconde chance et permettra à 3600 garçons et filles de venir en Amérique.
Dans The Good Lie (Le beau mensonge), Philippe Falardeau (co-scénariste et réalisateur du film) raconte ainsi l'histoire de trois d'entre eux et de leur douloureux périple. Carrie Davis interprétée par Reese Witherspoon les aidera à reformer leur famille et redonner un sens à leur vie. À ses côtés, des acteurs soudanais : Arnold Oceng, Ger Duany, Emmanuel Jal et Nyakuoth Weil, dont plusieurs étaient réellement des enfants issus de la guerre. La plupart de ces nombreux enfants ont fait des études et sont devenus citoyens américains.

## Fiche technique
- Titre original : The Good Lie
- Titre français : Le Beau Mensonge
- Réalisation : Philippe Falardeau
- Studio : Alcon Entertainment, Imagine Entertainment, Black Label Media, Reliance Entertainment
- Scénario : Margaret Nagle
- Photographie : Ronald Plante
- Musique : Martin Léon
- Producteurs : Ron Howard, Brian Grazer, Karen Kehela Sherwood, Molly Mickler Smith, Thad Luckinbill, Trent Luckinbill
- Société de distribution : Warner Bros. Pictures
- Pays d'origine :  États-Unis ;  Kenya ;  Inde
- Langue originale : anglais
- Genre : drame
- Durée : 112 minutes
- Date de sortie : 3 octobre 2014
- Sortie Dvd : 23 décembre 2014

## Distribution

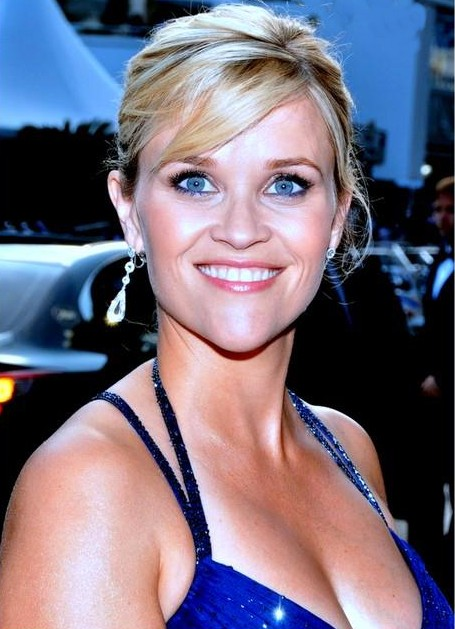
Reese Witherspoon au Festival de Cannes 2012.

- Reese Witherspoon (VF : Laura Blanc ; VQ : Aline Pinsonneault) : Carrie Davis
- Arnold Oceng (VQ : Alexandre Fortin) : Mamere
- Ger Duany (en) (VF : Namakan Koné ; VQ : Frédérik Zacharek) : Jeremiah
- Emmanuel Jal (VQ : Iannicko N'Doua) : Paul
- Corey Stoll (VF : Éric Aubrahn ; VQ : Patrick Chouinard) : Jack
- Sarah Baker (VF : Anne Massoteau ; VQ : Viviane Pacal) : Pamela Lowi
- Kuoth Wiel (VQ : Sarah-Jeanne Labrosse) : Abital
- Thad Luckinbill : Matt
- Sharon Conley : Erin Sullivan
- Mike Pniewski : Nick Costas
- Joshua Mikel (VF : Jean Rieffel) : Dave

## Sortie et accueil
Le long-métrage connaît un bon accueil critique à sa sortie, recueillant 84% sur le site Rotten Tomatoes, sur la base de 89 critiques collectées et une moyenne de 6,7⁄10, tout en notant dans son consensus que le film « sacrifie les nuances de la vie réelle afin de transformer sa véritable histoire en une production hollywoodienne, mais les résultats s'ajoutent à un drame convaincant, bien joué et profondément émouvant ». Le site Metacritic attribue un score de 65⁄100, basé sur 30 critiques et la mention « avis généralemnt positifs ».
Toutefois, le film est un échec commercial, rapportant seulement 2 722 209 $ au box-office américain et 674 136 $ à l'international, pour un cumul mondial à 3 396 345 $.

## Distinctions

### Récompenses
- 67e cérémonie des Writers Guild of America Awards : Prix Paul Selvin pour Margaret Nagle

### Nominations
- Festival international du film de Toronto 2014 :
  - Special Presentations
- Festival du cinéma américain de Deauville 2014 :
  - Prix du Jury pour Philippe Falardeau
  - Nomination au Prix de la Révélation Cartier pour Philippe Falardeau
  - Nomination au Grand Prix pour Philippe Falardeau
  - Nomination au Prix de la critique internationale pour Philippe Falardeau
  - Nomination au Prix du Public pour Philippe Falardeau
  - Nomination au Prix du 40e Anniversaire pour Philippe Falardeau